# Авраменко, Станислав Александрович
Станислав Александрович Авраменко (1936—1996) — инженер-строитель и гидротехник, лауреат Государственной премии СССР (1967).

## Биография
После окончания Ленинградского политехнического института (1959) работал в Красноярске.
В 1965—1976 главный инженер треста «Железобетон» Красноярскстроя. Один из инициаторов разработки и внедрения сборных железобетонных оболочек.
В 1976—1979 директор ПромстройНИИпроекта. Главный инженер заводостроительного комбината (1979—1981) и управления промышленных предприятий (1981—1987) Главкрасноярскстроя.
В 1987—1992 управляющий трестом «Оргтехстрой», начальник Центра стройиндустрии Главкрасноярскстроя.
Государственная премия СССР 1967 года — за участие в создании сборных железобетонных оболочек индустриального изготовления.